# Princess Protection Program
Princess Protection Program (em Portugal Programa de Protecção de Princesas, e no Brasil Programa de Proteção para Princesas) é um filme original do Disney Channel, de origem norte-americana, protagonizado por Demi Lovato (de Camp Rock e Sunny entre Estrelas ) e Selena Gomez (de Os Feiticeiros de Waverly Place e Outro Conto da Nova Cinderela)
Quando as protagonistas foram convidadas para fazer o filme, Selena viveria a princesa Rosalinda e Demi a Carter, no entanto, por gosto pessoal, decidiram trocar os seus papeis, sob concordância dos diretores, e apresentando, no final, um resultado bastante satisfatório.
Sua estreia ocorreu em 26 de Junho de 2009 nos Estados Unidos e, primeiro, em 20 de Junho de 2009 em Portugal. No Brasil, a estreia aconteceu em 26 de Julho de 2009.
Estreiou na TV aberta brasileira pela Rede Globo na sua tradicional Sessão da Tarde, no dia 31 de Maio de 2011 e reapresentada na mesma sessão nos dias 31 de Janeiro de 2013, 29 de Março de 2017 e 2 de julho de 2020
Foi apresentada pelo SBT no dia 18 de Outubro de 2015 pelo bloco Mundo Disney.

## Sinopse
Quando a Princesa Rosalinda é ameaçada por um ditador do mal determinado à tomar o controle de seu país, Costa Luna, ela é, rapidamente, levada embora pelo Major Mason e colocada no “Princess Protection Program”, uma agência secreta que cuida de princesas em perigo ao redor do mundo. Mason, um agente do programa, esconde a Princesa Rosalinda em sua própria casa, onde, com a ajuda de sua filha Carter, adota o disfarce de uma adolescente americana comum chamada Rosie. Insegura, Carter trabalha na loja de iscas de seu pai depois da escola e sonha em ir ao baile do colegial com sua paixão secreta, Donny, um garoto popular. Rosie rapidamente se torna popular na escola, o que Carter tem de aceitar. Porém, as duas também formam uma união recíproca. Enquanto Carter ajuda Rosie a ser uma adolescente normal, Rosie mostra à Carter como encontrar a princesa dentro dela mesma. Porém tudo acaba quando Chelsea, a vilã da história, descobre o segredo de Rosie e ameaça contar, mas Carter age e arma um plano para impedir toda a armação.

## Elenco
- Selena Gomez como Carter Mason
- Demi Lovato como Princesa Rosalinda Marie Montoya Fioré / Rosie Gonzales
- Tom Verica como Major Joe Mason
- Sully Diaz como Sophia Fioré
- Samantha Droke como Booke
- Johnny Ray como General Magnus Kane
- Nicholas Braun como Ed
- Robert Adamson como Donny
- Jamie Chung como Chelsea
- Kevin G. Schmidt como Bull
- Molly Hagan como O Diretor
- Dale Dickey como Helen
- Ricardo Alvarez como Sr. Elegante
- Brian Tester como Prefeito Burkle

## Tema musical
O tema musical, "One and The Same" é mostrado quando Carter (Selena Gomez) experimenta os vestidos para encontrar sua princesa interior. A música mostra as diferenças e igualdades entre Carter e Rosalinda Rosie (Demi Lovato).
A música "Two Worlds Collide" presente no álbum Don't Forget de Demi Lovato é tocada nos créditos deste filme.

## Prêmios e indicações
| Ano  | Cerimônia          | Prêmio                              | Resultado |
| ---- | ------------------ | ----------------------------------- | --------- |
| 2009 | Teen Choice Awards | Choice Summer TV Show               | Venceu    |
| 2009 | Teen Choice Awards | Choice Summer TV Star: Selena Gomez | Venceu    |
| 2009 | Teen Choice Awards | Choice Summer TV Star: Demi Lovato  | Indicado  |